# 6687 Lahulla
6687 Lahulla eller 1980 FN1 är en asteroid i huvudbältet som upptäcktes den 16 mars 1980 av den svenske astronomen Claes-Ingvar Lagerkvist vid La Silla-observatoriet i Chile. Den är uppkallad efter den spanske astronomen José Felix Lahulla.
Asteroiden har en diameter på ungefär 3 kilometer.